# Moderní scénický tanec

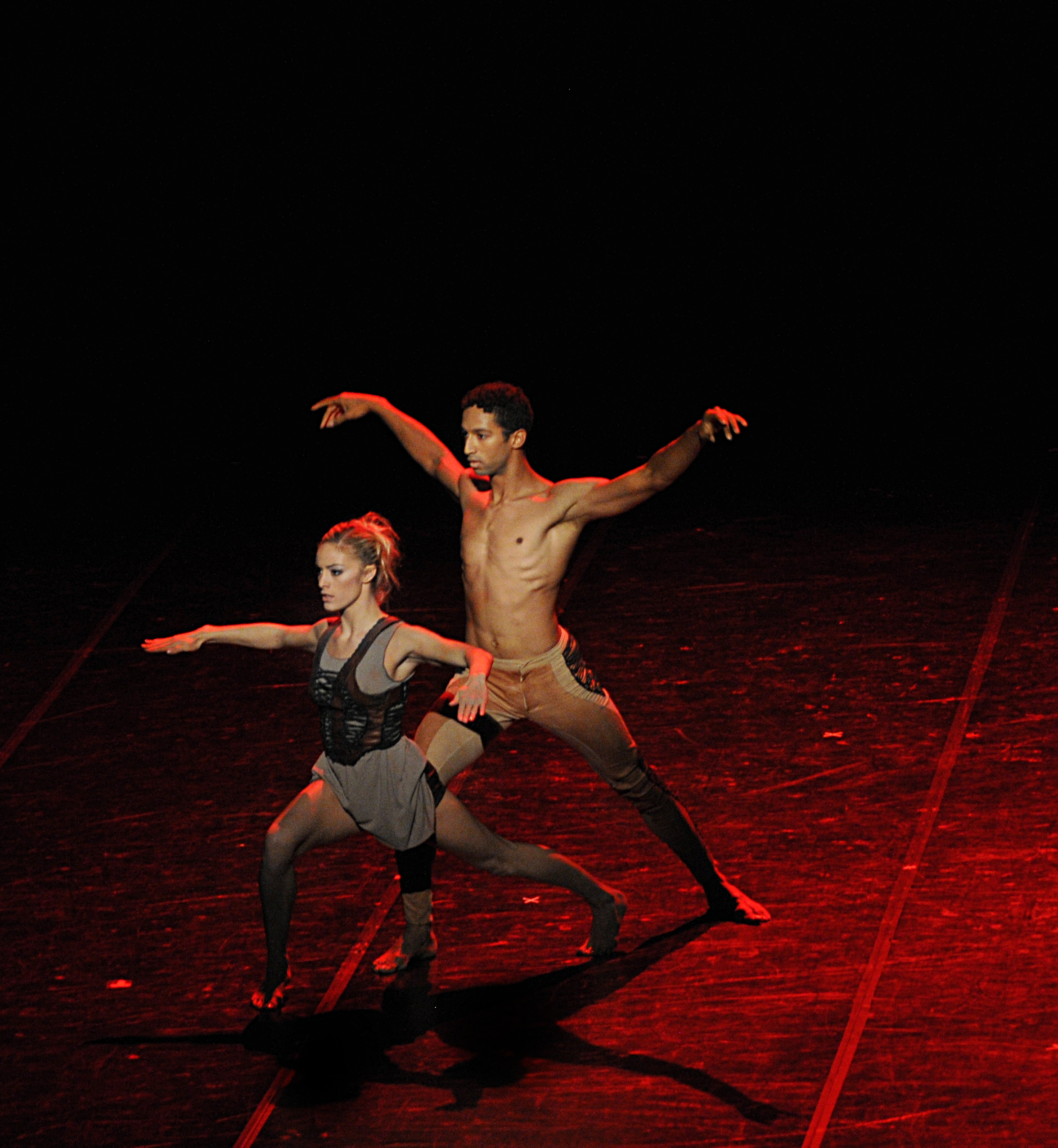
Contemporary dance

Moderní scénický tanec (Contemporary dance) je moderní výrazový tanec, který je vzhledem ke své technické podobnosti přirovnáván k modernímu tanci a baletu. Contemporary dance je velmi nepředvídatelný a zcela odlišný od ostatních tanců. Využívá například i techniky převzaté od japonského současného tance butó nebo prvky z afrického tance. V této formě tance se velmi často objevují nepředvídatelné změny v rytmu, rychlosti a směru. Cíl contemporary spočíval v nalezení nenucenosti pohybu použitím přirozených linií těla a jeho energie. Tato „plynulost“ pohybu zcela odlišovala contemporary dance od tradičních tanečních stylů. V současné době již contemporary dance vychází z osobnosti jednotlivého lektora či choreografa.

## Charakteristika
Scénický tanec je určený pro divadelní scénu, nemá žádná striktní pravidla ani omezení. Cílem scénického tance je vyjádření příběhu, myšlenky nebo pocitu. Většinou postrádá strnulé pózy, důraz je kladen na plynulý tok pohybů, přirozenost a originalitu pohybového vyjádření. V poslední době má i velké rozšíření mezi tanečními soutěžemi, ve kterých se pohybuje na velmi vysoké úrovni.
Důraz je kladen především na duševní dění – pocity, myšlenky – a to je přenášeno do pohybu. Hudba bývá většinou pochmurná a smutná, ale jsou výjimky, u kterých to je naopak nebo méně znatelné. Tzv. improvizace k scénickému tanci je libovolný tanec, který tanečník vymýšlí za pochodu. Tanečník by se měl do hudby zaposlouchat a sám zjistit, jaké pohyby se k hudbě hodí.
Scénický tanec se dá tančit ve skupině. Různé efekty například v řadách napomůžou k vyjádření pocitů a diváka to více pohltí. U tohoto tance nezáleží jen na taneční stránce, ale i na herecké. Herec nemluví, ale tancuje. V moderním tanci se často používají pohyby na zemi, které i ve stoje musí být výrazové a vyžadují ohebnost. Tanečníci scénického tance tancují často bosi. Jejich gesta jsou svým způsobem stejně výmluvná jako v baletu. Pohyby vymýšlí choreograf, který hraje velikou roli. Je něco jako skladatel v hudbě nebo malíř ve výtvarném umění, ale na rozdíl od nich pracuje s živými lidmi.

## Taneční techniky

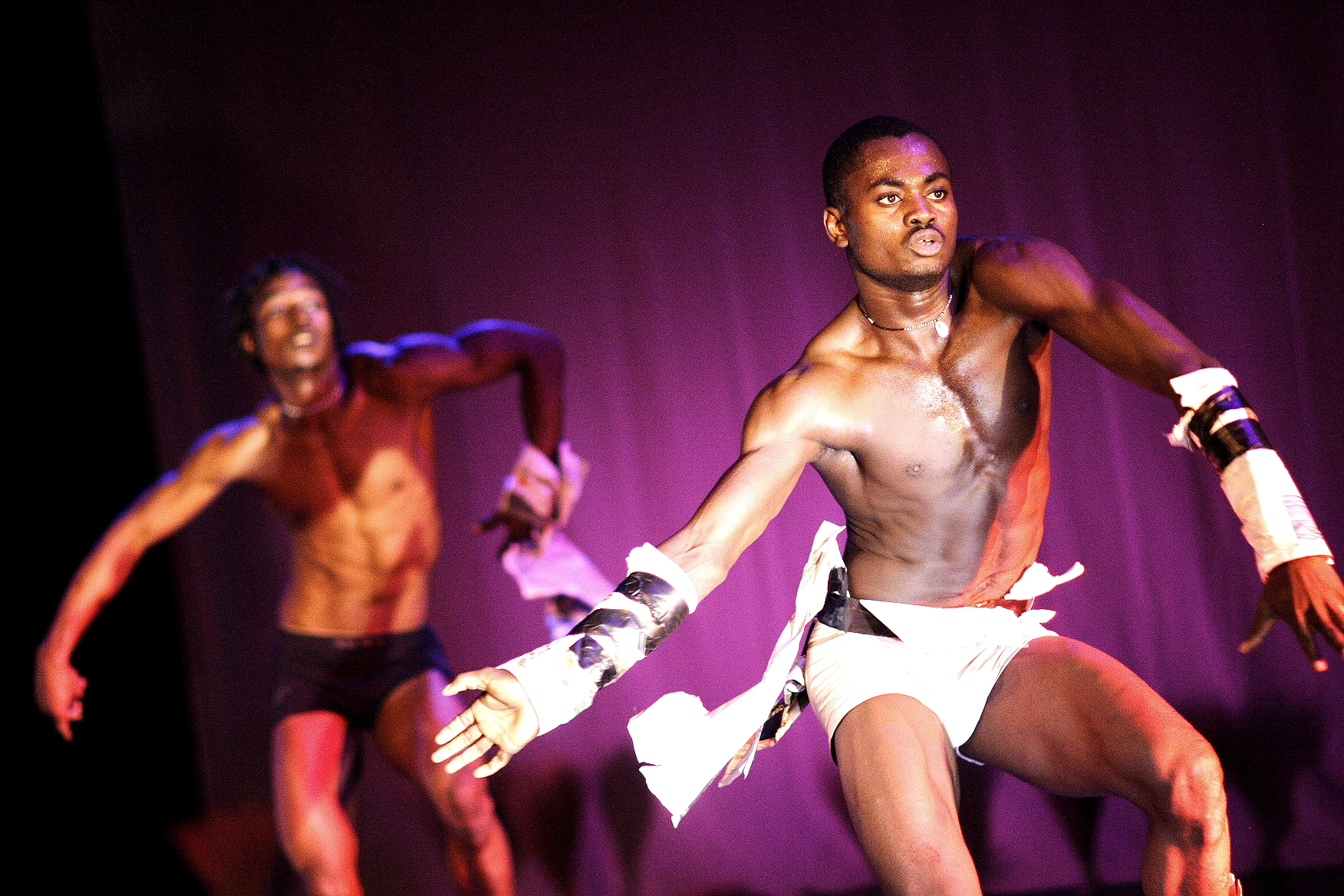
Taneční technika

Taneční technika a pohybová filozofie v současné podobě tance může zahrnovat balet, improvizační tanec, moderní taneční styly ze Spojených států (Grahamova technika, Humphrey-Weidmanova technika a Hortonova technika) a Evropy. Současní tanečníci využívají moderní techniky, jako je pilates, jóga, herecká praxe a pantomima. Někteří dobře známí choreografové a tvůrci současného tance si vytvořili školy a techniky vlastní. Paul Taylor vyvinul taneční techniku zvanou Taylorova technika, která se nyní vyučuje na moderních tanečních školách, jako je The Ailey School v New Yorku.

## Historie
Scénický tanec se vyvíjel během poloviny dvacátého století, od té doby se rozšířil po celém světě. Stal se jedním z dominantních žánrů formálně vyškolených tanečníků. Nejvíce rozšířený je v USA a Evropě. Nejdříve využíval prvky pouze z jazzového, moderního a klasického tance. Postupem času se ale do contemporary zařadily prvky z mnoha stylů tance.
Cunningham je považován za prvního choreografa, který rozvinul nezávislý postoj k modernímu tanci a vzdoroval nápadům, které byly stanoveny podle baletu. Ostatní průkopníci moderního tance: Ruth St. Denis, Doris Humphrey, Marie Wigman Francois Delsarte, Émile Jaques-Dalcroze, Paul Taylor, Rudolf von Laban, Loie Fuller, José Limon a Marie Rambert.

## Cunninghamovy klíčové myšlenky
- Contemporary odmítá klasickou techniku původního baletu
- Choreografie působí neuspořádaně, ale přesto se musí soustředit na techniku tance
- Nepředvídatelné změny rytmu, rychlosti a směru
- Více současných akcí
- Tvůrčí svoboda choreografa
- „Nezávislost mezi tancem a hudbou“